# 카를 뵘
카를 뵘(독일어: Karl Böhm, 1894년 8월 28일 ~ 1981년 8월 14일)은 오스트리아의 법학자 출신 지휘자이다. 그는 법학도였으나 우연히 지휘자 생활을 하게 되었다. 종종 헤르베르트 폰 카라얀의 라이벌로도 지목된다. 빈 필하모닉 오케스트라 상임 지휘자는 아니었으나 브루노 발터의 초청으로 빈 필하모닉 오케스트라로 건너오고서 주로 빈 필하모닉에서 활동하였다.
브루노 발터 영향으로 모차르트와 바그너 음악에 심취했고, 다시 리하르트 슈트라우스와 교류하면서 모차르트 음악에 매료되었다. 그 밖에 베토벤의 작품과 브람스의 작품도 많이 남겼다.

## 생애

### 초기 활동
오스트리아 남부 그라츠에서 태어났다. 아버지 레오폴트 뵘은 변호사였다. 그는 유명한 변호사 아버지 덕에 풍족한 가정환경에서 자랐으며, 정규 교육 외 각종 과외 교육도 많이 받았다. 그 가운데 음악도 있었는데, 그는 피아노부터 배우기 시작해 바이올린, 첼로, 화성학, 대위법, 작곡법 등 배웠다. 그러나 그는 작곡가로서 활동보다 지휘자로 주로 활약했다.
그 아버지 레오폴트 뵘은 아들이 자신처럼 법학도가 되기를 원했고, 그는 음악 활동 외 법학 공부에도 전념하였으며, 오스트리아 그라츠 대학교에서 법학사 - 법학석사 - 법학박사 학위를 차례로 받았다. 나중에 그라츠 음악원과 빈 음악원에서 음악을 공부하였다. 1921년 칼 무크의 추천으로 브루노 발터는 뮌헨의 바이에른 국립 오페라에 기용되었다. 카를 뵘은 한때 브루노 발터의 초청을 받기도 했다. 그 후 카를 뵘은 다름슈타트와 함부르크에서 활동하였고, 1943년 빈 국립 오페라 음악감독이 되었다.

### 지휘자 활동

#### 초기 활동
1920년대 초 바그너의 로엔그린이 성공적으로 종료되면서 그는 칼 무크의 후원과 브루노 발터의 초청으로 뮌헨으로 가 바이에른 국립가극장의 제4카펠마이스터직에 취임을 하게 된다. 그러나 뵘은 비교적 낮은 자리임에도 불구하고 그라츠 가극장 총감독 제의마저 거절하면서까지 뮌헨의 무대에 섰고, 열정적으로 임했다고 한다. 그가 뮌헨에 있을 때, 그를 초청했으며 당시 음악감독이었던 브루노 발터에게 모차르트와 바그너에 대한 가르침을 받았는데, 브루노 발터는 그에게 큰 영향을 주었다.
1927년 다름슈타트의 헤센 주립극장의 음악감독으로 취임하고, 1931년부터 1934년까지는 함부르크 국립 가극장의 음악감독을 맡아보았다. 이때는 리하르트 슈트라우스를 만나 그의 작품을 해석하여 그의 총애를 받는 한편, 리하르트 슈트라우스와 자주 교류하면서 모차르트의 음악에도 매료되었다.
제2차 세계 대전 이후에는 주로 빈 필하모닉 오케스트라와의 활동이 두드러졌으며 베를린 필하모닉 오케스트라와 드레스덴 국립 관현악단에서도 활동하였다. 말년에는 런던 교향악단의 회장 겸 객원 지휘자로도 활동하였다.

#### 음악적 경향
특히 리하르트 슈트라우스와 친밀한 관계였고 그의 주요 오페라 대부분을 공연하기도 했다. 바이로이트 음악제의 바그너 공연도 유명하며 빈 필과 드레스덴 국립 관현악단을 지휘해 남긴 관현악 작품들의 녹음도 유명하다. 또한 브루노 발터의 초청으로 빈에도 진출, 그의 지도 하에 빈 필하모닉 오케스트라에서도 자주 활동하였다. 한때 그는 빈 필하모닉의 상임 지휘자의 물망에도 여러번 오르내렸지만 소극적으로 대하였고 그는 객원 지휘자로 남게 되었다. 한편 그는 녹음에 별 욕심이 없어 독일, 오스트리아의 레코딩 녹음은 거의 헤르베르트 폰 카라얀의 몫이었다 한다. 그러나 미국 등지에서 그는 방대한 양의 음반을 녹음해서 남기게 된다. 1956년에는 빈 필하모닉 오케스트라의 파벌 싸움에 염증을 느껴 빈을 떠났다.
뵘은 꼼꼼한 리듬을 바탕으로 한 해석으로 정평이 나 있으며 오페라와 모차르트의 교향곡, 그리고 1960년대에 베를린 필과 도이체 그라모폰에 남긴 일련의 음반들이 유명하다. 카를 뵘의 열정적인 바그너 해석도 팬들을 모으고 있으며 브루크너, 슈베르트 교향곡들의 해석도 뛰어나다. 1971년부터 빈 필과 남긴 베토벤과 브람스의 교향곡 전집은 전설적인 녹음이지만, 도이체 그라모폰 본사에서는 CD 전집으로 재발매하지 않고 있다(프랑스 지사의 더블 시리즈로는 발매됨). 알반 베르크의 오페라 보체크와 룰루 같은 현대 오페라들에서도 명연을 남기고 있다.

### 생애 후반
그는 많은 상을 받았는데 1964년 오스트리아 정부로부터 음악 총감독(Generalmusikdirektor) 칭호를 수여 받았다. 80세에는 카라얀으로부터 특별히 시계를 선물받기도 했으며 빈 필의 명예 상임 지휘자 칭호도 받았다. 1981년 카를 뵘은 잘츠부르크에서 뇌졸중으로 갑작스럽게 사망했다. 아들로 배우 칼 하인츠 뵘이 있다.

## 나치 시기
카를 뵘은 나치에 가입하지 않았지만 나치에 동조했던 것으로 보인다. 1923년 11월 뮌헨 국립극장에서 아돌프 히틀러의 비어홀 봉기를 보기 위해 리허설을 중단했다고 알려져 있다.
1930년, 아르놀트 쇤베르크의 오페라 "오늘에서 내일로"를 공연하던 중 나치가 유태인인 그의 부인을 체포했다는 것을 알고 화를 냈으며 "히틀러에게 이 일에 대해 이야기해야겠다."고 한다. 그가 다름슈타트와 함부르크에서 음악 감독을 하던 시절, 같이 일하는 사람들 중에 유태인이 너무 많다고 불평했다고 알려진다.
그가 드레스덴에서 음악 감독을 하고 있을 때 그가 나치 통치와 그 문화적 목적에 대해 경의를 표하였다.
더 확실한 이야기는 1938년 빈 필와의 연주 때 나치스의 오스트리아 병합을 환영하며 오른팔을 치켜드는 나치 경례를 했다는 것이다. 아이러니하게도 이는 적절한 장소에서만 경례를 하는 나치스 인사법을 어기는 것이었다.
2015년 12월 28일, 잘츠부르크 축제 측은 그가 제3제국의 부당 이득자였고, 자신의 출세 가도를 위해 그 지배 체제를 이용하였다고 인식하면서, 카를 뵘 홀에 어떤 명판을 부착할 예정이라고 발표하였다. 또한, 그가 성장하는데 유대인과 정치적으로 환영받지 못한 동료들이 추방당하여 유리하게 되었다고 하였다. 축제 대표이사는 그를 가리켜 위대한 예술가였지만, 정치적으로는 치명적인 결함이 있다고 평하였다.

## 일화
1921년 카를 뵘이 27살 때의 일이다. 이때 이미 고향 그라츠 극장에서 상임 지휘자 자리를 약속받은 그에게 한 통의 전보가 날아들었다. 뵘의 명성을 들었을 대 지휘자 브루노 발터로부터 자신이 음악 감독을 맡고 있는 뮌헨 국립극장의 제4 지휘자에 자리가 비어 있으니 시험을 보지 않겠는가라는 권유가 온 것이다. 시골의 수석 지휘자와 도시의 제4 지휘자 ... 뵘은 고민했지만, 과감히 시험을 보기로 하였다. 시험은 베버의 마탄의 사수에서 최종 막이다. 그런데 우발적인 사건이 일어났다. 오보에와 클라리넷이 함께 연주하는 장면에서 아무리 기다려도 클라리넷이 나오지 않는 것이었다. 뵘은 조심 조심 클라리넷 연주자에게 어찌된 일인지 물어보았다. 그러자 그는 "나의 악보는 여기서 불도록 쓰여있지 않아요!"라고 대답하였다. 보면 분명히 그대로이다. 무려 뵘의 총보와 이 관현악단에서 사용하던 파트보는 "판(版)"이 달라 관현악법도 차이가 났다. 뵘은 자신의 총보를 보여주어 원래는 클라리넷도 부는 것이라고 설명하려고 하였다. 그때 갑자기 누군가가 그의 어깨를 두드려 "훌륭하다, 대단해!"라고 외쳤다. 그 목소리의 주인은 바로 발터였다. 이 한 건으로 발터의 신임을 얻었다.

## 평가

### 헤르베르트 폰 카라얀
리하르트 슈트라우스는 언젠가 관현악단은 어루만져야 한다고 말하였다. 우리 모두가 기억하다시피 그는 이 점에서 명인의 경지에 이르렀다. 그러나 카를 뵘은 더구나 뛰어나기까지 하였다. 그는 지식과 능력과 의지와 성과를 한 몸에 체현하고 있다. 선사(禪師)가 화살을 쏠 때, "내가 화살을 날린다"라고 말하지 않고 "화살이 난다"라고 한다. 이것은 완전히 자연스럽게 생겨 버리는 것이지, 거기에 무엇 하나 손볼 필요는 없다. 이 관점에서 보면, 카를 뵘의 경우는 "음악이 솟는다"라고 말할 수 있다. 이 일을 상징하는 것이 중국 철학의 가장 심오한 격언 중 하나인 ‘무위 속에 행위가 있다’라는 그것이다. 즉, 음악을 자연스럽게 울리려 하면, 그 전에 모든 것이 이루어져 시연하여 보아야 한다. 카를 뵘처럼 도가 트인 사람은, 그가 기여하는 모든 일에 대한 답례로 사실상 인생의 정수가 되는 바를 헌사한다. (85세 탄생 축하회에서)

## 같이 보기
- 빈 필하모닉 오케스트라
- 헤르베르트 폰 카라얀

## 참고 자료
1. ↑  Norman Lebrecht (1991). 《The Maestro Myth: Great conductors in pursuit of power》. Carol Publishing Group. 109–110쪽. ISBN 1559721081.
2. ↑  Kater, Michael H (1997). 《The Twisted Muse: Musicians and Their Music in the Third Reich》. New York: Oxford University Press. 65쪽. ISBN 0195096207.
3. ↑  “NS-Vergangenheit: Erklärung im Karl-Böhm-Saal” (독일어). salzburg.orf.at. 2016년 1월 3일에 원본 문서에서 보존된 문서. 2016년 1월 3일에 확인함.
4. ↑  “Karajan über Böhms Künstlertum” (독일어). oe1.orf.at. 2015년 2월 28일에 원본 문서에서 보존된 문서.